# Teatro Apolo (Plaza de Tirso de Molina)
El Teatro Apolo es un local de ocio ubicado en la plaza de Tirso de Molina de la ciudad de Madrid. La denominación inicial de Teatro Progreso se debe al nombre que recibía en aquella época la plaza, hasta 1939, plaza del Progreso. 

## Historia
Los empresarios del Teatro Apolo, que estuvo localizado en la calle de Alcalá hasta su cierre en 1929, decidieron construir uno nuevo en la plaza del Progreso (en la actualidad plaza de Tirso de Molina). El 10 de diciembre de 1932 se estrenó el Teatro Progreso con la zarzuela La verbena de la Paloma. Como Nuevo Apolo se abrió el 17 de diciembre de 1987, representándose una Antología de la Zarzuela. El promotor de esta etapa fue el director granadino José Tamayo. 
En agosto de 2020 la empresa SOM Produce se hizo cargo de la propiedad, de su gestión y programación, sometiendo al teatro a una importante reforma que se prolongó durante más de año y medio. En esta nueva fase, que se inauguró en octubre de 2021 con el espectáculo Nada es imposible del ilusionista Antonio Díaz, el recinto pasó a llamarse simplemente Teatro Apolo.